# روبرت ستيوارت مون
روبرت ستيوارت مون هو شخصية أعمال كندي، ولد في 23 أغسطس 1829، وتوفي في 17 ديسمبر 1894 بسبب مرض تنفسي.